# Любосінек (Великопольське воєводство)
Любосінек (пол. Lubosinek) — село в Польщі, у гміні Пневи Шамотульського повіту Великопольського воєводства.
У 1975-1998 роках село належало до Познанського воєводства.